# 말라
말라(프라크리트어: 𑀫𑀮𑁆𑀮 말라이, 팔리어: Malla; 산스크리트어: मल्ल)는 인도 아대륙 북동부의 인도아리아인 부족으로 철기 시대에 존재가 증명되었다. 말라족은 두 개의 분파로 나뉘었고, 각 분파는 밧지 연맹의 일원으로서 말라 공화국으로 불리는 가나상가(귀족 과두 공화국)로 조직되었다.
마누 법전에서는 말라인들이 정통 베다 전통을 행하지 않았기 때문에 이들을 브라티야크샤트리야, 즉 입회하지 않은 크샤트리야라고 불렀다.

## 위치
말라족은 현재 인도의 고라크푸르구에 포함되는 지역에 살았지만 정확한 국경은 아직 밝혀지지 않았다. 말라족의 동쪽 이웃은 사다니라 강 건너편에 있는 리차비족, 서쪽 이웃은 샤카족, 콜리야족, 모리야족, 코살라족, 남쪽 이웃은 칼라마족과 갠지스강, 북쪽 경계는 히말라야 산맥과 접했다. 말라족의 영토는 비데하와 코살라 사이의 땅이었다.
두 말라 공화국의 영토는 히라냐바티강을 경계로 나뉘었고, 두 말라 공화국의 수도는 각각 쿠시나가르의 현대 마을인 카시아에 있는 쿠시나라와, 오늘날 파질나가르로 알려진 파바에 있었다. 쿠시나라는 북동쪽에 있는 샤카족의 수도 카필라밧투와 가까웠고, 파바는 리차비족의 수도 베살리와 가까웠다.

## 이름
말라족은 팔리어 불경에서는 말라, 자이나교 프라크리트어 경전에서는 말라이, 산스크리트어 불경에서는 말라라고 불린다.

## 역사

### 초기
말라족은 갠지스강 동부의 대마가다 문화권에 존재했던 인도아리아계 부족이다. 대마가다 문화권의 다른 민족과 마찬가지로 말라족도 처음에는 인도아리아인임에도 불구하고 완전히 브라만화되지는 않았지만, 비데하족과 마찬가지로 나중에 브라만화되어 바세타(팔리어) 또는 바시타(산스크리트어) 고트라를 채택하게 되었다. 어느 시점에서 말라는 내부 문제로 인해 쿠시나라와 파바에 각각 수도를 둔 두 개의 공화국으로 나뉘었고, 이후 두 말라 공화국 간의 관계는 냉랭한 상태로 유지되었다. 그럼에도 불구하고 두 말라 공화국은 리차비족이 주도하는 밧지 연맹의 일원이 되었는데, 비데하와는 달리 리차비족에게 정복되지 않았기 때문에 말라는 밧지 연맹 내에서 독자적인 주권을 유지했고 리차비족, 비데하족, 그리고 이 연맹의 다른 회원이었던 나야족과 우호적인 관계를 유지했다.
그러나 탁샤실라에서 교육을 받은 후 말라족과 코살라 사이의 좋은 관계를 유지하기 위해 코살라 국왕 파세나디의 장군으로 일하던 반둘라라는 말라인이 그의 아내 말리카와 함께 리차비족의 아비세카-포카라니 신전차를 침범하여 코살라와 리차비족 사이에 무력 적대 행위가 발생하는 등 말라족과 리차비족 사이에 때때로 긴장이 발생하기도 했으며, 반둘라는 나중에 파세나디에 의해 그의 아들들과 함께 배신당하며 살해되자 일부 말라인들이 보복으로 파세나디의 아들 비두다바가 반둘라의 죽음에 대한 복수를 위해 코살라의 왕위를 찬탈하도록 도왔다.
석가모니는 파바의 말라족이 우바타카라는 이름을 붙인 새로운 산타가라를 개창한 직후 파바에 도착했다. 석가모니와 그의 추종자들은 파바에서 쿠시나라로 갔고, 가는 길에 두 개의 강을 건너게 되는데, 첫 번째 강은 쿠쿠스타강, 두 번째 강은 말라카의 두 공화국을 분리하는 히란냐바티강이었다. 부처님은 쿠시나라의 말라 공화국에서 마지막 날을 보냈고, 아난다를 보내 쿠시나라의 말라인들에게 자신의 임박한 죽음을 알렸을 때, 아난다는 말라족 평의회가 그들의 산타그라에서 공적인 문제에 대해 회의를 하고 있는 것을 발견했다. 

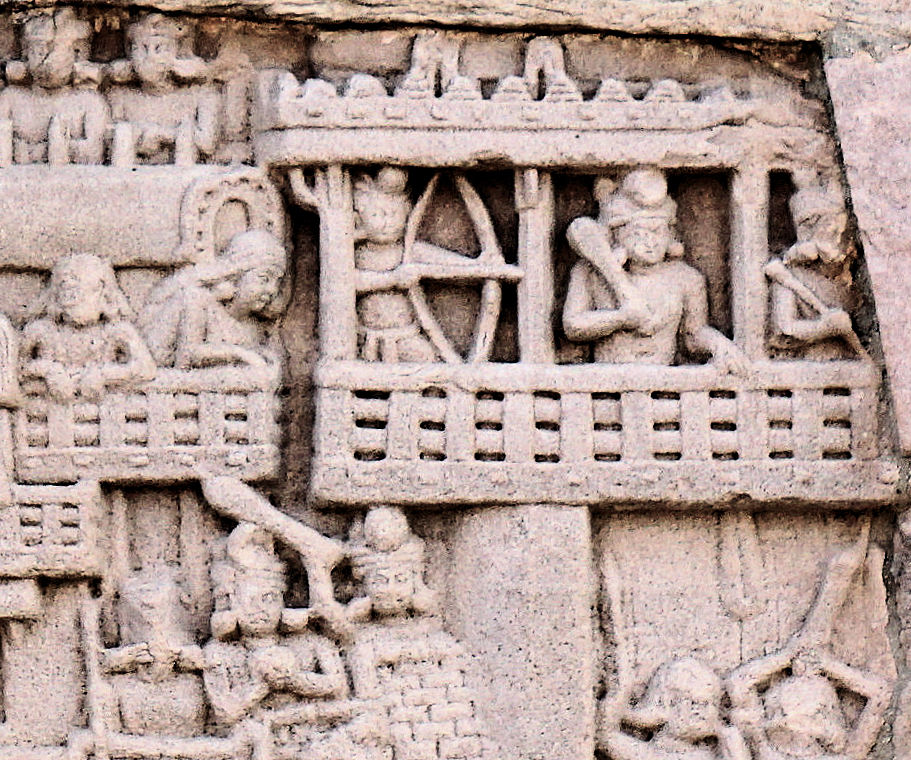
쿠시나라시를 방어하는 말라족. 기원전 1세기부터 기원후 1세기까지 산치 남부 관문에 설치된 스투파 1의 부조를 반영함.

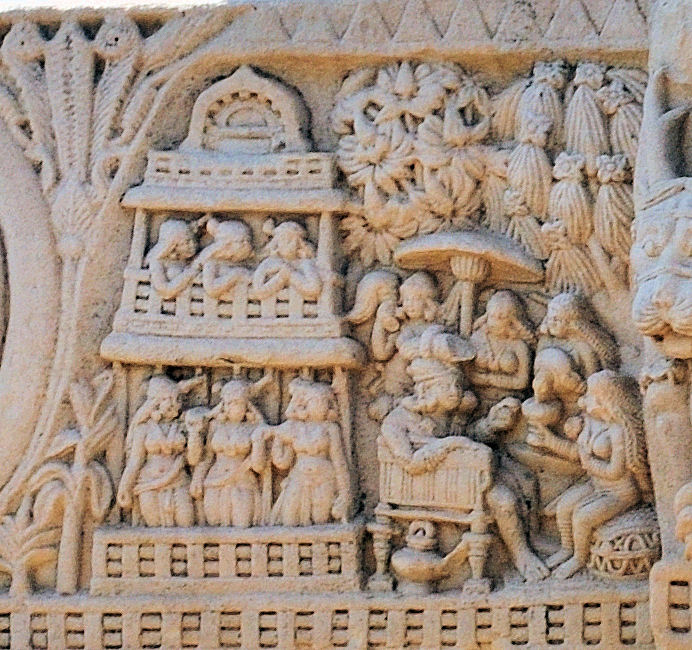
사리 전쟁 중 일곱 왕의 포위 공격을 받고 있는 쿠시나라의 말라족 지도자를 묘사한 산치 부조.

아난다가 석가모니의 입멸을 알리기 위해 쿠시나라의 말라족에게 다시 갔을 때, 이번에는 그들이 산타가라에서 석가모니의 장례식을 논의하기 위해 회의를 하고 있는 것을 발견했다. 석가모니의 화장이 끝난 후 그의 유해는 7일 동안 쿠시나라의 산타그라에 안치되었고, 이 산타그라에서 쿠시나라의 말라족은 마가다, 리차비, 샤카, 불리, 콜리야, 파바의 말라, 모리야의 사신을 맞이했는데, 이들은 모두 석가모니의 사리를 차지하기 위해 쿠시나라로 갔다. 리차비족, 말라족, 샤카족은 사리의 지분을 주장할 수 있었지만, 밧지 연맹의 다른 구성원인 비데하족과 나야족은 독자적인 주권이 없는 리차비족의 종속 부족이었기 때문에 리차비가 지분을 주장할 수 있는 동안에는 독자적인 주장을 펼치지 못했다. 파바의 말라족은 쿠시나라에 군대를 이끌고 가장 먼저 도착했고, 그들은 무례하고 적대적인 용어로 사리에 대한 자신들의 주장을 내세웠다. 결국 각 말라 공화국은 석가모니 사리의 일부를 차지한 후 각자의 스투파를 건립하고 이 사건을 기념하기 위해 축제를 열었다.
24대 자이나교 티르탕카라인 마하비라가 사망한 후 말라족과 리차비족은 그의 죽음을 기념하기 위해 공동으로 빛의 축제를 열었다.

### 쇠퇴
말라족이 속한 밧지 연맹을 이끌었던 리차비족과 남부 이웃인 마가다 왕국 간의 관계는 처음에는 좋았고 마가다 왕 빔비사라의 아내는 바이샬리 공주 바사비였다. 그럼에도 불구하고 리차비족과 마가다 사이에는 석가모니의 사후 사리를 획득하기 위해 쿠시나라의 말라족 수도에서 경쟁하는 등 때때로 긴장이 있었다.
또 다른 경우에 리차비족은 한때 갠지스강 건너편에서 마가다 영토를 침공했으며 어느 시점에서 마가다와 리차비 사이의 관계는 리차비족이 마가다 왕 빔비사라에 대해 저지른 중대한 범죄의 결과로 영구적으로 악화되었다.
리차비와 마가다 사이의 적대감은 빔비사라를 죽이고 마가다의 왕좌를 찬탈한 아자타샤트루의 통치하에 계속되었다. 마침내 리차비는 그의 의붓동생이자 앙가의 총독인 베할라가 아자타사트루를 상대로 일으킨 반란을 지지했다. 베할라는 그의 또 다른 리차비족의 아내인 셀라나의 아들이었다. 빔비사라는 아자타샤트루가 그를 상대로 음모를 꾸민 것이 발각되자 그에 대한 총애를 잃고 자신의 후계자로 베할라를 선택했으며, 리차비족은 아자타샤트루가 왕위를 찬탈한 후에 비올라를 마가다의 왕좌에 앉히려고 시도했고 베할라가 그의 반란의 근거지로 그들의 수도 바이샬리를 사용하도록 허락했다. 이 반란이 실패한 후, 베할라는 밧지 연맹의 수도인 바이샬리로 도망갔고, 아자타샤트루는 밧지 연맹과 반복적으로 협상을 시도했지만 결국 실패로 끝나자 기원전 484년 밧지 동맹에 전쟁을 선포했다.
리차비와 마가다 사이의 긴장은 리차비족이 이끄는 밧지 연맹이 정기적으로 모든 귀중품을 코지가마에서 수집하고 강가의 코지가마의 마가다-리차비 공동 국경 초소를 처리하면서 악화되었다. 따라서 아자타샤트루는 그에 대한 보복으로 밧지 동맹을 파괴하기로 결정한 것이지만, 또 다른 이유는 그의 어머니 바사비가 비데하의 후손인 리차비 공주였기에 그가 야심한 제국 건설자로서 당시 밧지 동맹의 일부였던 옛 마하비데하 왕국의 영토에 눈독을 들였기 때문이다. 밧지 동맹에 대한 아자타사트루의 적대감은 또한 마가다와 밧지 연맹 사이의 정치적 조직의 형태가 다른 결과로서, 전자는 군주제이고 후자는 공화제이며, 고대 그리스 왕국의 스파르타가 아테나이의 민주적인 정부 형태에 반대하는 것, 그리고 고대 마케도니아 왕 필리포스 2세와 아테나이와 테바이 공화국 사이의 적대 관계와 크게 다르지 않았다.
비데하족, 나야족 및 말라족도 밧지 연맹의 구성원으로서 아자타샤트루의 위협을 받았으며 연맹의 가나 무키야인 체타카는 전투가 시작되기 전에 말라족의 라자와 전쟁 협의를 가졌다. 따라서 비데하족, 나야족 및 말라족도 마가다에 대항하여 연맹 편에서 싸웠다. 밧지 연맹의 군대는 초기에 아자타샤트루가 그들을 상대로 성공하기에는 너무 강했고, 기원전 468년까지 마침내 밧지 연맹을 패배시키고 다음을 포함한 영토를 합병하기 위해 10년에 걸쳐 외교와 음모에 의존해야 했다. 전쟁이 마가다의 승리로 끝난 이후 리차비, 비데하, 나야는 마가다 왕국으로 합병되고 말라족도 마가다의 일부가 되었지만 내정 측면에서 제한된 정도의 자치권이 허용되었으며 마우리아 왕조가 마가다를 통치할 때까지 혹은 얼마 지나지 않아 공화 부족으로 존재하는 것을 중단했다.

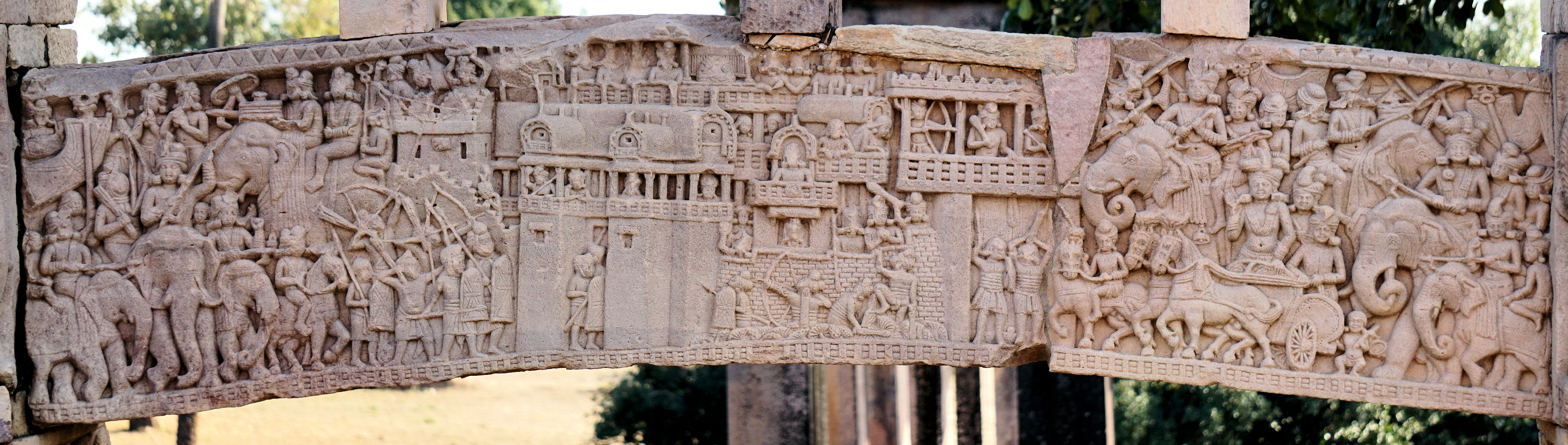
쿠시나라시 남문, 스투파 1호, 산치의 불사리를 두고 벌이는 전쟁.

## 정치

### 의회
비데하족, 리차비족, 나야족처럼 말라족도 크샤트리야 부족으로, 말라족의 각 공화국은 가나상가(귀족적 과두 공화국)로 조직되었는데, 여기에는 바세타/바시타 고트라에 속한 크샤트리야 씨족장들로 구성된 통치 의회가 있었고, 이들은 라자라는 칭호를 부여받았다. 라자의 지위는 세습되었는데, 그들 중 한 명이 사망하면 그의 장남이 공화국의 중요한 정치적 의미를 지닌 신전이었던 마쿠타 반다나에서 쿠시나라의 말라족들을 위해 열린 의식을 거쳐 의회에 소개됨으로써 그의 뒤를 이었고 파바의 말라족들도 비슷한 신전을 가지고 있었다. 리차비족과 마찬가지로 말라족 의회에도 비슷한 신전이 있었다. 
밧지 연맹의 다른 가나상가들과 마찬가지로 말라 공화국은 자체적인 산타가라에서 회의를 열었다.

### 평의회
리차비족과 마찬가지로 말라 의회는 거의 소집되지 않았고, 의회의 내부 평의회인 말라 평의회는 쿠시나라의 말라인 4명, 파바의 말라인 5명으로 구성되었으며, 더 자주 소집되어 각 공화국 내에서 공공 행정을 수행했다. 이 평의회는 말라 공화국의 주권 기관이었다.

## 참고 문헌
- Sankrityayan, Rahul (2010). 《"Buddhacharya"- Life and Teachings of the Buddha》 (힌디어). Gautam Book Centre. ISBN 9789380292175.
- Sharma, J. P. (1968). 《Republics in Ancient India, C. 1500 B.C.-500 B.C.》. Leiden, Netherlands: E. J. Brill. ISBN 978-9-004-02015-3.

## 추가 읽기
- Gorakhpur Janpad aur Uski Kshatriya Jatiyon Ka Itihaas By Dr. Rajbali Pandey, pp. 291–292
- Kshatriya Rajvansh by Dr. Raghunath Chand Kaushik
- Bhagwan Buddh ke Samkalin Anuyayi tatha Buddha Kendra By Tripatkacharya, Mahopadhyaya Bikshu Buddhamitra, pp. 274–283.